# Берлінгтон (Канада)
 Берлінгтон  (англ. Burlington) — місто в провінції Онтаріо у Канаді, знаходиться по західному березі озера Онтаріо в регіональному муніципалітеті Галтон неподалік міста Гамільтон.  Місто — частина промислового району, прозваного «Золотою підковою» (англ. Golden Horseshoe).

## Особливості
«Золота підкова» — (англ. Golden Horseshoe)

## Галерея

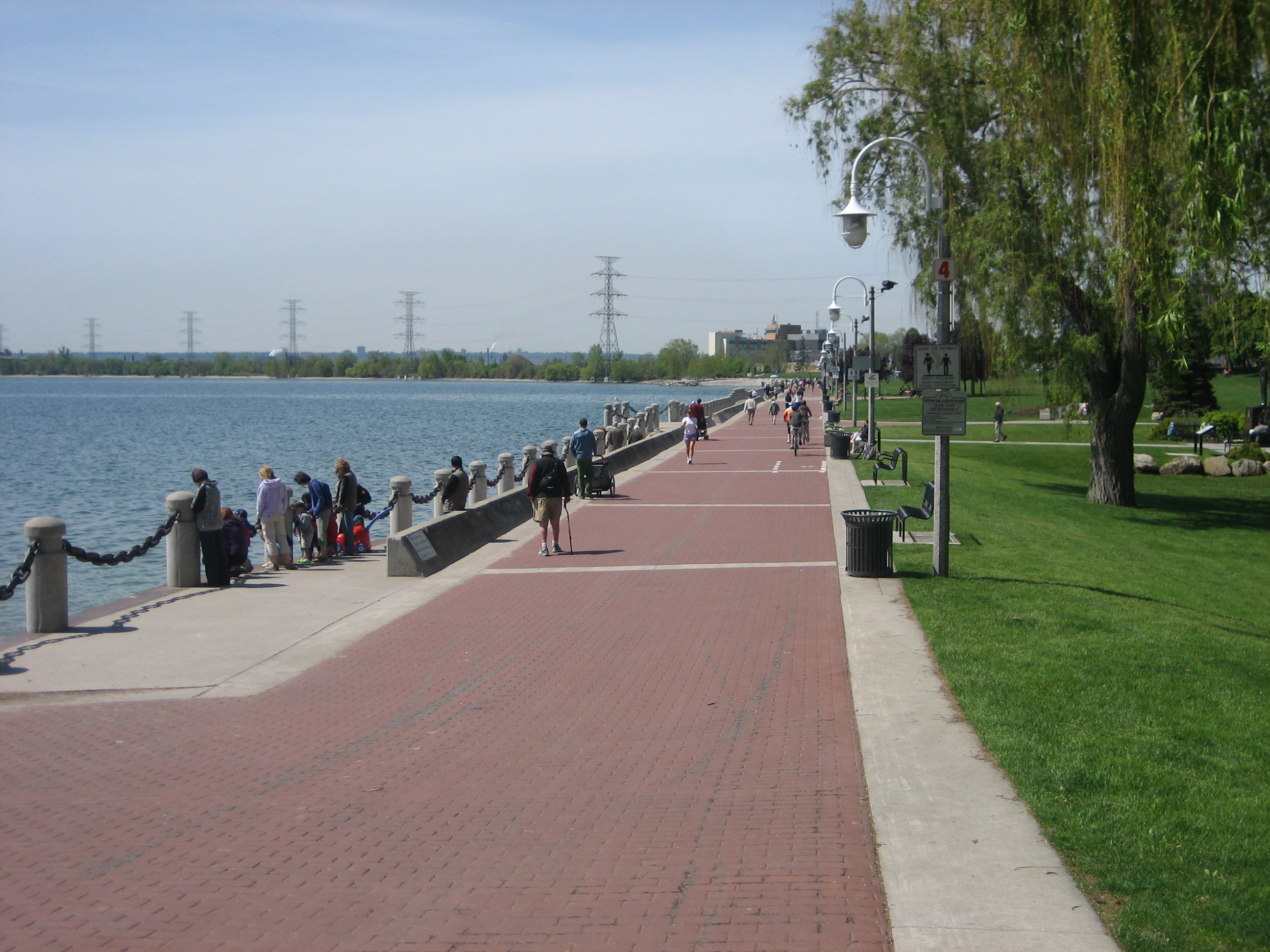
Сміт-Спенсер Парк, у центрі Берлінгтона
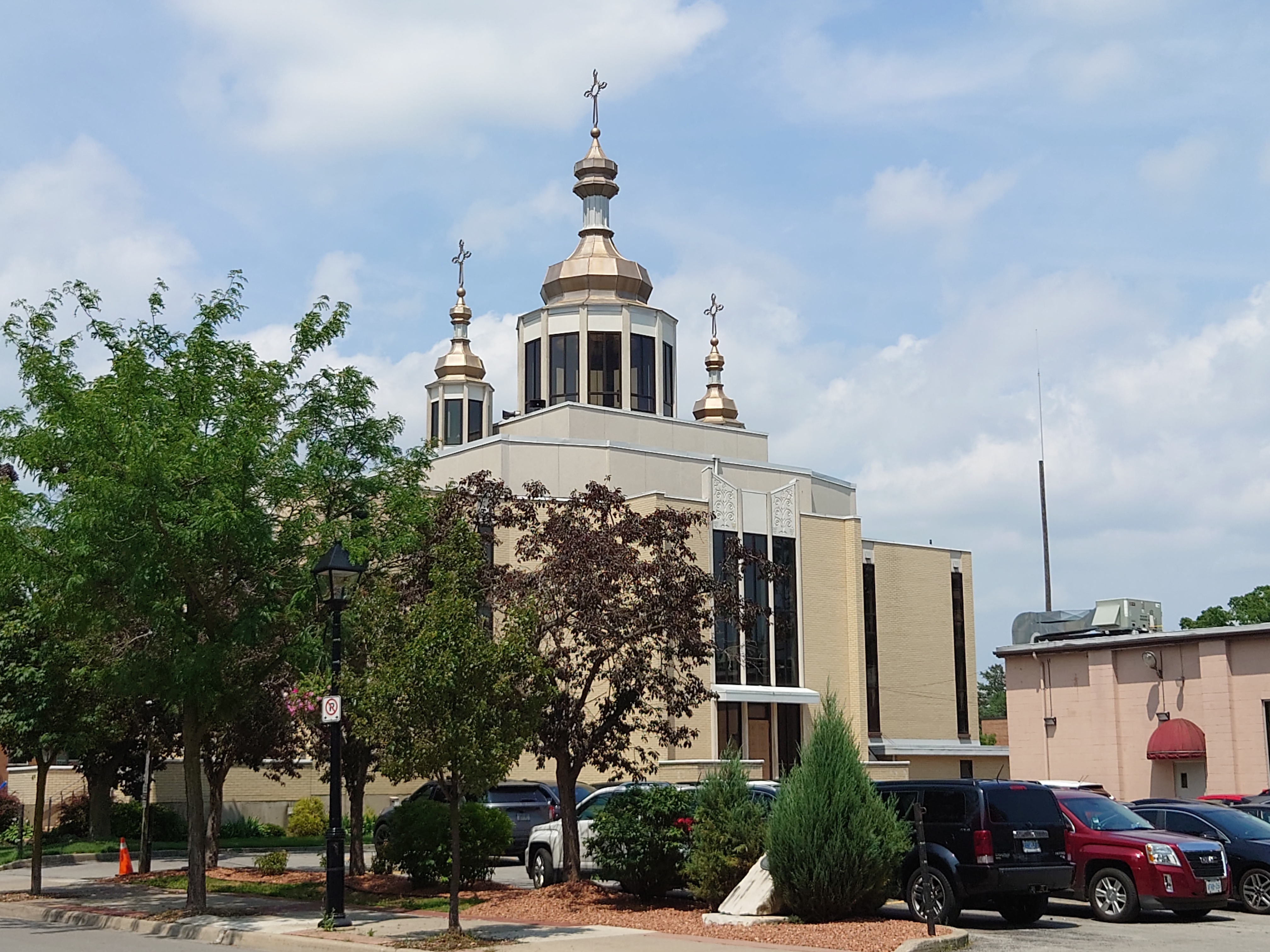
Українська греко-католицька церква Покрови